# Biafranska funta
Biafranska funta je bila novčana valuta odmetnute nigerijske države Biafre koja je postojala u razdoblju od 1967. do 1970. Valuta je bila u uporabi u razdoblju između 1968. i 1970. Njen simbol bio je £, a dijelila se na 20 šilinga, odnosno 24 penija.
Prvi apoeni od jedne funte i pet šilinga predstavljeni su 29. siječnja 1968. Već sljedeće godine izdana je serija kovanica od tri i šest penija te jednog i dva i pol šilinga a sve kovanice su proizvedene od aluminija.
U veljači 1969. izdana je druga serija apoena od pet i deset šilinga te jedne, pet i deset funti.
Iako biafranska funta nije bila priznata u ostatku svijeta, banknote su se prodavale kolekcionarima u filatelističkim trgovinama u Londonu. Danas se tim novčanicama trguje daleko iznad njihove izvorne nominalne vrijednosti.
Najčešća je novčanica od jedne funte iz 1968. dok su kovanice i banknota od deset funti rijetki.

## Vanjske poveznice
- Banknotebook.com
- Novčanice u Biafri